# Udo Hoesch
Udo Hoesch (* 14. März 1892 in Gernsbach; † Januar 1968 in Karlsruhe) war ein deutscher Papierfabrikant.
Hoesch entstammt der Industriellenfamilie Hoesch. Er wurde als Sohn des Papierfabrikanten Hugo Hoesch (1859–1912) geboren. Sein Vater war Werksleiter der Seiden- und Zigarettenpapierfabrik Schoeller & Hoesch GmbH in Gernsbach. Nach dem frühen Tod seines Vaters trat er 1914 in das Unternehmen ein und übernahm neben seinem Bruder Felix (1888–1956), der sich um die kaufmännischen Belange kümmerte, die technische Leitung des Betriebes. Darüber hinaus waren beide noch als Kommanditisten mit einer Einlage von jeweils 300.000 Mark an die Chemische Fabrik Pott & Co. mit Sitz in Dresden beteiligt.

## Ehrungen
- 1950: Ehrensenator der Technischen Hochschule Karlsruhe[3]
- 1952: Verdienstkreuz am Bande der Bundesrepublik Deutschland